# Jean-Benoît Bost
Jean-Benoît Bost (* 27. Juli 1961) ist ein französischer Mathematiker.

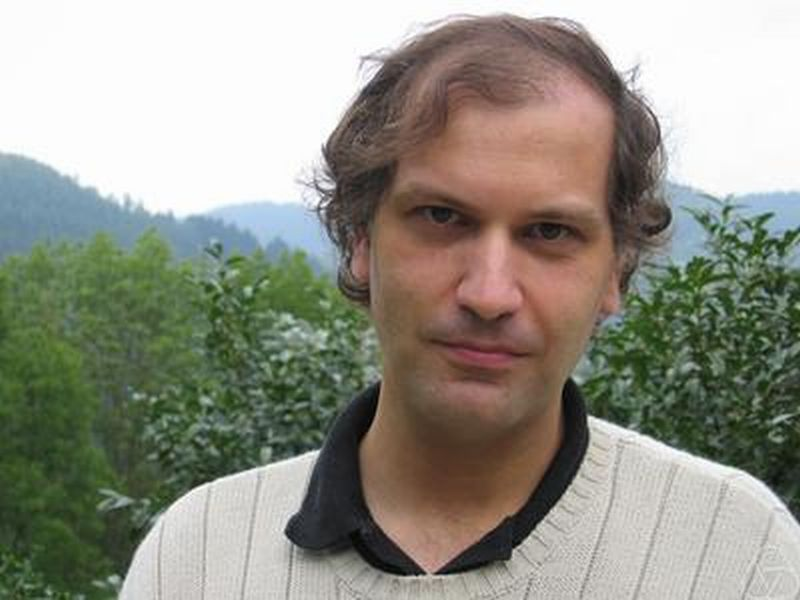
Jean-Benoît Bost, Oberwolfach 2005

Bost besuchte das Lycée Louis-le-Grand und belegte im nationalen Wettbewerb um die Plätze an den Eliteschulen (Concours général) 1977 den ersten Platz. Bost studierte ab 1979 an der École normale supérieure (ENS) in Paris, wo er 1984 bis 1988 Agrégé-Préparateur (Lehrer) war. Ab 1988 war er Chargé de Recherche und ab 1993 Forschungsdirektor des CNRS. 1993 bis 2006 war er Maître de conférences an der École polytechnique. Er ist seit 1998 Professor an der Universität Paris-Süd (Paris XI) in Orsay.
Bost beschäftigt sich mit nichtkommutativer Geometrie (teilweise in Zusammenarbeit mit Alain Connes) mit Anwendungen auf die Quantenfeldtheorie, algebraischer und arithmetischer Geometrie. Nach ihm benannt ist die Bost-Vermutung.
1990 erhielt er den Prix Peccot-Vimont des Collège de France. 2002 erhielt er den Prix Élie Cartan der Academie des Sciences. Seit 2005 ist er Mitglied des Institut Universitaire de France. 2006 war er Gastredner auf dem Internationalen Mathematikerkongress in Madrid (Evaluation maps, slopes and algebraicity criteria). Er ist Fellow der American Mathematical Society. 2016 wurde er zum Mitglied der Academia Europaea gewählt.
Zu seinen Doktoranden gehört Vincent Lafforgue.

## Schriften
- Herausgeber mit François Loeser, Michel Raynaud: Courbes semi-stables et groupe fondamental en géométrie algébrique (Luminy, Dezember 1998), Birkhäuser 2000
- Introduction to compact Riemann Surfaces, Jacobeans and Abelian Varieties. In: Michel Waldschmidt, Claude Itzykson, Jean-Marc Luck, Pierre Moussa (Herausgeber): Number Theory and Physics. Les Houches 1989, Springer 1992